# Altenthalbach
Der Altenthalbach ist ein Bach der Fränkischen Schweiz im Landkreis Forchheim des bayerischen Oberfranken, der nach 21⁄2 km langem, insgesamt westnordwestlichem Lauf im Dorf Urspring des Marktes Pretzfeld von links in den Thosbach mündet.

## Geographie

### Verlauf
Der Altenthalbach entfließt auf etwa 390 m ü. NHN einem Kleinteich am linken Unterhang eines schon tief eingeschnittenen Trogtales im Jura, der etwa einen Viertelkilometer westlich der Einöde Altenthal der Gemeinde Gößweinstein liegt. Er läuft anfangs westwärts und wird schon bald von einer weiteren Quelle in der engen offenen Talaue gespeist. Nach weniger als einem Kilometer, zuletzt in geschlossenem Wald auf dem Talgrund, wechselt er über aufs Gebiet des Marktes Pretzfeld.
Etwa dort läuft aus dem Nordosten ein langes Trockental zu, das nahe beim Gößweinsteiner Dorf Morschreuth beginnt und über das die Kreisstraße FO 30 Morschreuth–Urspring ins Tal eintritt. Gleich nach der Gemeindegrenze liegen etliche, meist baumumstandene Fischteiche an beiden Ufern, in denen intensive Forellenzucht betrieben wird. Danach wendet sich der Altenthalbach in nun wieder offener Aue auf künftig nordwestlichen Lauf. Beim Weiler Eberhardstein teilt sich der Bach in zwei Zweige, die bald danach bei der Einöde Pfaffenloh wieder zusammenfließen. Schließlich erreicht der Altenthalbach das Dorf Urspring und fließt in diesem auf etwa 331 m ü. NHN von links in den einer sehr starken Karstquelle entsprungenen Thosbach ein, der dort erst nur etwa halb so lang ist wie der Altenthalbach.
Der Altenthalbach mündet nach etwa 2,4 km langem Lauf mit mittlerem Sohlgefälle von etwa 25 ‰ rund 59 Höhenmeter unterhalb seines Quellteichs.

### Einzugsgebiet
Der Altenthalbach hat ein etwa 13,4 km² großes Einzugsgebiet, das mehr als die Hälfte des Einzugsgebietes des Thosbachs ausmacht. Es liegt im Unterraum Wiesent-Alb des Naturraums der Nördlichen Frankenalb in der besser als Fränkische Schweiz bekannten Landschaft. Seine höchste Wasserscheide liegt östlich einer verkarsteten und gewässerlosen Hochfläche auf bis etwa 576 m ü. NHN, die am Nord- wie am Südosteck des Einzugsgebietes erreicht werden.
Dahinter erstreckt sich ebenfalls weithin gewässerloses Einzugsgebiet der Püttlach, die in die Wiesent mündet. Im Südosten konkurriert die ebenfalls in die Wiesent mündende Trubach, längstenteils über den erst tief in einem Trockental einsetzenden Äpfelbach und dann noch weitere, kürzere Zuflüsse von ihr. Im Nordwesten liegt das Einzugsgebiet des oberen Thosbachs, der der Trubach zuläuft, im Norden fast gewässerloses Einzugsgebiet der Wiesent oberhalb des Trubachs.

## Geologie
Im größten Teil des Einzugsgebietes stehen Gesteine des Oberjuras an, die im Osten großflächig mit in der Ablagerungsfolge noch höheren aus der Kreidezeit überdeckt sind. Auf dem Grund des Untertales etwa ab Eberhardstein liegt ein Keil Mitteljuragesteins.
Im Tal gibt es unmittelbar zuvor und am Rand von Urspring kleinräumige holozäne Kalksinterablagerungen. Die steilen Hänge des Tals sind meist mit Jura-Hangschutt bedeckt.

### BayernAtlas („BA“)
Amtliche Online-Gewässerkarte mit passendem Ausschnitt und den hier benutzten Layern: Lauf und Einzugsgebiet des Altenthalbachs

Allgemeiner Einstieg ohne Voreinstellungen und Layer: BayernAtlas der Bayerischen Staatsregierung (Hinweise)
1. 1 2  Höhe abgefragt auf dem Hintergrundlayer Amtliche Karte (Rechtsklick).
2. ↑  Länge abgemessen auf dem Hintergrundlayer Amtliche Karte.
3. ↑  Einzugsgebiet abgemessen auf dem Hintergrundlayer Amtliche Karte.
4. ↑  Höhe nach schwarzer Beschriftung auf dem Hintergrundlayer Amtliche Karte.
5. ↑  Geologie nach dem Layer Geologischen Karte 1:500.000.

### Sonstige
1. ↑  Dorothea Fastnacht: Ehemaliger Landkreis Ebermannstadt (= Historisches Ortsnamenbuch von Bayern, Oberfranken. Band 4). Kommission für bayerische Landesgeschichte, München 2000, ISBN 3-7696-9701-4, S. 334.
2. ↑  Karl Albert Habbe: Die naturräumlichen Einheiten auf Blatt 153 Bamberg – Ein Problembündel und ein Gliederungsvorschlag. In: Mitteilungen der Fränkischen Geographischen Gesellschaft 2003/2004, S. 55–102 (PDF-Download)